# Dorothee Sturz
Dorothee Sturz (* 1983) ist eine deutsche Schauspielerin und Synchronsprecherin.

## Leben
Von 2002 bis 2006 machte sie eine Ausbildung an der Hochschule für Musik und Darstellende Kunst in Stuttgart. Im Jahre 2006 war sie in der Filmakademie Baden-Württemberg tätig. Von 2012 bis 2013 war sie fester Bestandteil des International Theatre New York. Darüber hinaus ist sie auch oft mit Theaterschauspiel beschäftigt. 
Dorothee Sturz wohnt in Hamburg.

## Synchronarbeiten (Auswahl)
- 2010–2013: Dance Academy – Tanz deinen Traum!
- 2017: Dance Academy – Das Comeback
- 2019: Die Vergolderin
- 2022: Trügerische Sicherheit

## Filmografie

### TV-Serien
- 2010: Da kommt Kalle
- 2011: Der Landarzt
- 2011: Morden im Norden
- 2014: Tatort
- 2016: SOKO Wismar

### Filme
- 2004: Der Brand
- 2004:	D.N.X. - Das Mutanteninternat
- 2005: Helen
- 2006: Das Paradigma des Normalen
- 2006: Scenario
- 2007: Toyota
- 2007: Reisesucht
- 2008: OBI
- 2009: Absagen gilt nicht
- 2009: Zur Apfelblüte
- 2009: Same shit-different day
- 2009: Flaschendrehen
- 2010:	Zum Kuckuck mit der Liebe
- 2011:	Wenn die Muse küsst
- 2012:	Scheiffe
- 2015:	Grünes Licht (AT)
- 2015:	Ein Mann unter Verdacht
- 2019: Auf einmal war es Liebe
- 2021: Polizeiruf 110: Sabine

## Auszeichnung
- 2005: Vontobel-Preis (Treffen deutschsprachiger Schauspielstudierender in Frankfurt)